# Álvaro Guillén Meza
Álvaro Guillén Meza (* 2. Januar 2003 in Guayaquil) ist ein ecuadorianischer Tennisspieler.

## Karriere
Zwischen 2016 und 2021 spielte Guillén Meza auf der ITF Junior Tour. Dabei nahm er 2021 an drei von vier Grand-Slam-Turnieren teil. Im Einzel kam er dabei nie über die Auftakthürde hinaus, während er in Wimbledon 2021 das Viertelfinale als bestes Resultat erzielte. Den größten Titel der Kategorie Grade 1 gewann er im Doppel beim J1 Barranquilla. In der Junioren-Rangliste erreichte er mit Platz 21 seine höchste Notierung.
Bei den Profis erspielte Guillén Meza sich 2019 schon erste Punkte für die Weltrangliste, aber erst nach Beendigung seiner Juniorenkarriere 2022 gelangen ihm erste Erfolge. Auf der drittklassigen ITF Future Tour erreichte er in diesem Jahr sein erstes Halbfinale, im Doppel gewann er den ersten Titel, womit er in beiden Wertungen erstmals die Top 1000 durchbrach. Mitte 2023 erreichte Guillén Meza bei zwei Turnieren in Folge das Endspiel und nutzte eines davon zum ersten Einzeltitel. Anschließend qualifizierte er sich das erste Mal für ein Turnier der ATP Challenger Tour in Santa Fe, wo er das Viertelfinale erreichte. Kurz darauf gewann er zunächst sein zweites Future-Turnier und dann in Lima auch den ersten Challenger-Titel. Im Endspiel besiegte er den Jamaikaner Blaise Bicknell in zwei Sätzen. Er wurde damit zum jüngsten Titelträger auf der Tour seit Giovanni Lapentti im Jahr 2003. Bis Ende des Jahres zog er noch in zwei Future-Endspiele ein, von denen er eines zum dritten Future-Titel nutzte. Sein Ranking verbesserte er durch seine Erfolge erheblich auf Platz 314. Im Doppel zog er in Salinas ebenfalls in ein Challenger-Endspiel ein, in dem sie unterlagen. Dennoch stand er damit erstmals in den Top 500. Anfang des Jahres gab Guillén Meza sein Debüt für die ecuadorianische Davis-Cup-Mannschaft, als er gegen die Nummer 3 der Welt, Stefanos Tsitsipas in zwei Sätzen verlor.

## Erfolge
| Legende (Anzahl der Siege) |
| Grand Slam                 |
| ATP Finals                 |
| ATP Tour Masters 1000      |
| ATP Tour 500               |
| ATP Tour 250               |
| ATP Challenger Tour (3)    |

### Einzel

#### Turniersiege
| Nr. | Datum           | Turnier | Belag | Finalgegner                  | Ergebnis   |
| --- | --------------- | ------- | ----- | ---------------------------- | ---------- |
| 1.  | 26. August 2023 | Lima    | Sand  | Blaise Bicknell              | 7:63, 6:1  |
| 2.  | 29. Juni 2024   | Ibagué  | Sand  | Facundo Mena                 | 6:0, 6:4   |
| 3.  | 11. Mai 2025    | Santos  | Sand  | Matheus Pucinelli de Almeida | 6:3, 7:612 |